# Wii Play
Wii Play es un juego disponible para la consola Wii (exclusivo para esta consola), que consiste en revelar todas las cualidades del control remoto Wii mediante diversos y divertidos minijuegos. Este juego viene con un control remoto Wii de regalo, con el objetivo de aumentar la diversión entre los jugadores. 
El verdadero motivo de su lanzamiento será para que los jugadores (siendo niño o adulto) puedan aprender a utilizar el control remoto Wii, a través de los minijuegos simples y adictivos.
Además, en este juego podrás utilizar tus Mii como personajes del juego, al igual que Wii Sports.

## Historia

### E3 2006: Nintendo
La primera vez que apareció fue en el E3 del 2006 junto a Wii Sports. Ambos aparecieron en versiones jugables pudiendo ser disfrutado por los asistentes al evento. Sin embargo, no todos los juegos que contiene la versión final estaban en esta versión siendo separados como demos tecnológicas para demostrar las capacidades del juego. Por ejemplo, estaba disponible el juego de disparo el cual guarda un gran parecido con el juego de NES Duck Hunt. Debido a esto salieron muchos rumores sobre una posible secuela del Duck Hunt (además, también se presentó un Zapper que se utilizaba con el Wiimote, aunque se dijo que era una versión beta y podía no salir el añadido). En aquel entonces, Nintendo no comentó que las demás serían compiladas en un mismo juego.

### 14 de septiembre de 2006, Nintendo World
El juego se reveló por primera vez en el evento Nintendo World en Nueva York. Entonces se confirmó la aparición del canal Mii y su inclusión en el juego. Se anunció los juegos que incluiría (la mayoría era demos remodeladas ya mostradas en el E3).

## Modo de juego
El juego consta de 9 minijuegos. Todos los juegos están diseñados para que puedan ser jugados por dos jugadores pero puede ser perfectamente jugado por solo un jugador. Solamente se utiliza el wiimote excepto en el minijuego de los tanques, si queremos sustituir el movimiento de los tanques mediante la cruceta por un control analógico del nunchuck. 
Cuando se juega por primera vez solo hay un juego disponible teniendo que completar unos mínimos (bastantes sencillos) para poder pasar al siguiente juego. Cuando se juega en solitario, se guardan para cada Mii sus cinco mejores resultados en cada prueba. Según el resultado en cada juego podremos obtener una de los cuatro medallas posibles (bronce, plata, oro y platino). Cuando se obtiene una medalla, aparece en la bandeja de entrada de la Wii un mensaje con el resultado obtenido. 

### Los juegos
- Campo de tiro.
- Busca Miis.
- Tenis de mesa.
- Mii pose.
- Hockey láser.
- Billar.
- Pesca.
- ¡A la carga!.
- ¡Tanques!.

## Curiosidades
- Se convirtió en el juego de lanzamiento más vendido en Estados Unidos y en el segundo más vendido en Japón después del Wii Sports (es probable que gran parte de su éxito se deba al controlador gratis que daban con el juego haciendo que el coste real del juego fuera de aproximadamente 10 dólares/euros haciéndolo bastante interesante). Para 2020 ha vendido casi 30 millones de copias físicas.

- En el menú de inicio podemos tocar a nuestro Mii realizando distintos gesto según donde le toquemos (pulsando el botón A).

- En el juego hockey láser, mientras la cuenta atrás, podemos cambiar la pala por una circular pulsando a la vez los botones A y B.
- Tanto Este Juego Como Wii Sports Tienen De Cabecera Del Disco: PARTY (o SPORTS) pack for REVOLUTION

## Medallas de platino
Al igual que en otros juegos de Nintendo de clase "Wii" es posible obtener medallas de platino al conseguir una puntuación muy alta en cada uno de los videojuegos. A continuación se muestran las puntuaciones necesarias en cada minijuego para conseguir la medalla de platino correspondiente:
- Campo de tiro: +600 puntos.
- Busca miis : Completar el Nivel 73.
- Tenis de mesa: Racha de 200 puntos (primero solamente puedes hacer 100, y te dan la medalla de oro).
- Mii Pose: Completar la ronda 16 (la final)
- Hockey láser: +14.
- Billar: +60 puntos.
- Pesca: +2700 puntos.
- ¡A la carga!: +325 puntos. (Debes conseguir una puntuación perfecta [300] derribando todos los espantapájaros.
- ¡Tanques!: Completar la misión 30, al destruir 130 tanques (en total existen 100 misiones).